# سیلوی (بازیگر)

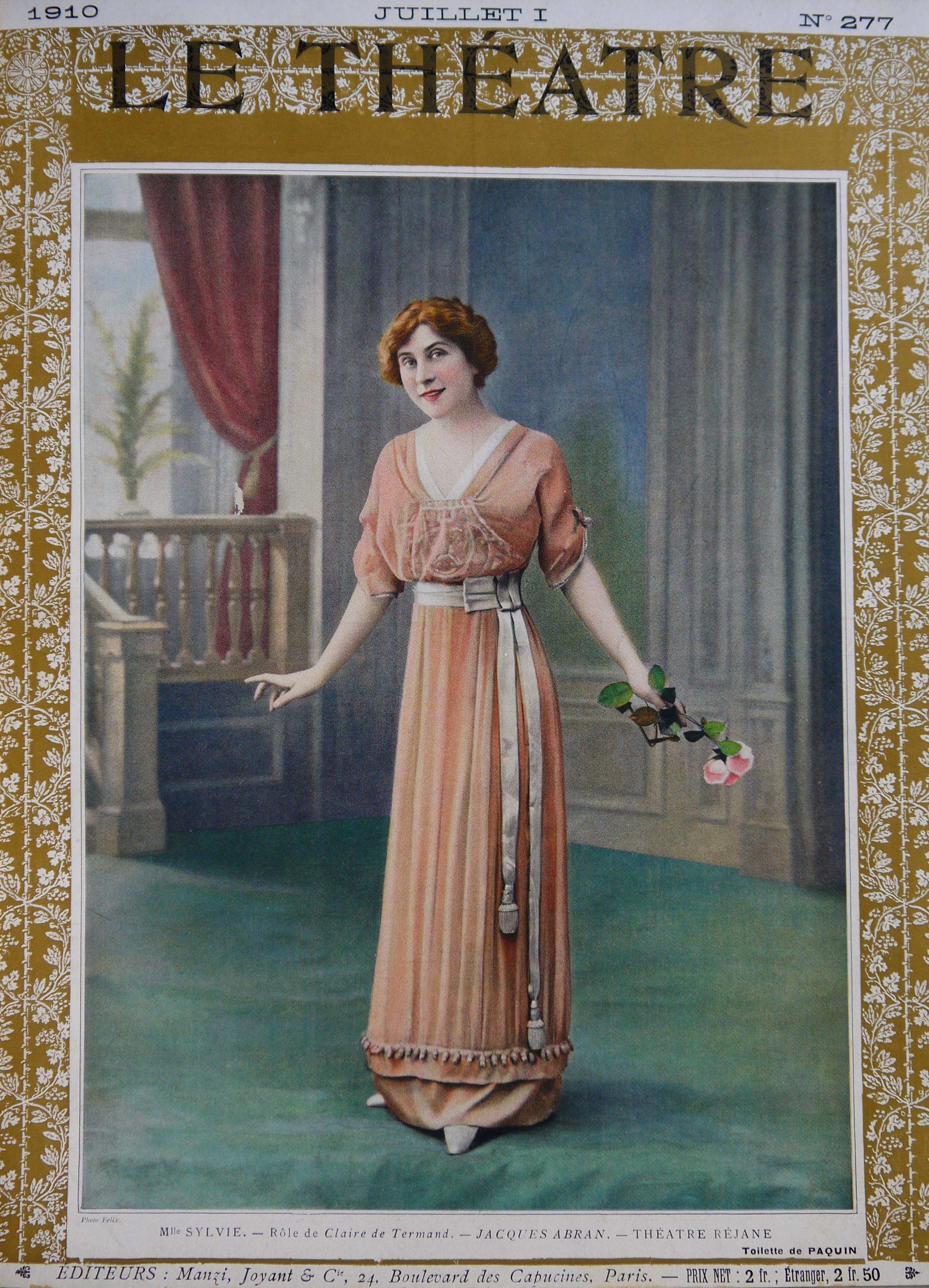
سیلوی (بازیگر)

سیلوی (فرانسوی: Sylvie‎؛ ۳ ژانویه ۱۸۸۳ – ۵ ژانویه ۱۹۷۰) بازیگر اهل فرانسه بود.
از فیلم‌هایی که وی در آن نقش داشته‌است، می‌توان به میشل استروگف، اولیس، کلاغ، خاطرات خانواده، فرشتگان گناه، و ابله اشاره کرد.